# Алпин
Алпин (на френски: Alpine) е френски автомобилен производител от град Диеп, който използва основно части от Рено. Фирмата е основана през 1955 г. от автомобилния състезател Жан Ределе, а през 1973 г. Рено закупува мажоритарния дял акции в компанията, а в края на 70-те придобива цялата собственост, оттогава е преименувана на Алпин Рено. В периода 1967 – 1969 в България се произвежда моделът Булгаралпин на базата на Алпин А110. Производството на Алпин е преустановено между 1996 и 2017 г., като през този период фабриката в Диеп се използва от Рено Спорт, дивизята на Рено, отговаряща за спортната програма на марката, както и за производството на „наточените“ цивилни модели, носещи наименованието RS. През 2017 година фирмата подновява производството на спортни автомобили с модел, носещ името на класическия „А110“.

## История
За времето си Жан Ределе е най-младият дилър на Рено във Франция. От там са и връзките му с фирмата, с която по-късно започва сътрудничество при производството на автомобили. Като автомобилен състезател печели победи с модела Рено 4CV, който той модифицира, например заменяйки тристепенната скоростна кутия с петстепенна и използвайки алуминий в каросерията. Когато през 1955 г. основава собствена автомобилна компания, той я нарича Алпин в чест на най-големите си победи, извоювани на ралита в Алпите. Той не знае, че година преди това британската компания Сънбийм е кръстила един от моделите си Алпайн (Sunbeam Alpine) и това съвпадение създава ядове на Алпин през годините, защото във Великобритания правата над името са собственост на Сънбийм и там Алпин не може да продава автомобилите си с това наименование.
Първият автомобил Алпин е А106. Заедно с братя Шап Ределе конструира каросерия от фибростъкло (той е един от първите, направили това), която използва в този модел. Като цяло А106 използва платформата на Рено 4CV, както и някои негови механични и технически части и детайли от интериора. Автомобилът се оказва успешен и скоро започва производството и на негов кабрио
вариант, чиито дизайн е дело на дизайнерското студио на небезизвестния италианец Джовани Микелоти. Алпин използва този дизайн в произвежданото между 1958 и 1963 г. купе с 2+2 места А108.
В началото на 60-те години механичните части в колите на Алпин започват да показват признаци на остаряване и неблагонадеждност. Когато Рено представя модела си Рено R8, сътрудничеството между двете фирми вече е достигнало такава фаза, че Алпин получава правото да преработи използваните от тях шаси и каросерия, за да може да се използват части от R8. Новият автомобил е наречен Алпин А110, известен е и като Берлинет. Стартът на производството е през 1961 г. В началото се предлага с 956-кубиков двигател с едва 51 к.с. (38 кВ), а с течение на времето заводските модели стигат до 1600 кубика и над 140 к.с., докато допълнително тунинговани модели използват 1800 кубикови двигатели със 180 к.с. (134 кВ). В комбинация със състезателното тегло от около едва 620 кг, производителността на А110 е отлична и тази модел става предпочитан от много автомобилни състезатели. С него са постигнати множество победи, сред които и тази на Илия Чубриков на Рали България. През 1968 г. целият бюджет на Рено за автомобилни спортове отива в Алпин.
Спортните успехи на Алпин продължават и в началото на 70-те години, като през 1971 и 1973 г. пилоти с автомобил Алпин А110 окупират призовите места на рали Монте Карло, а през 1973 г. дори печели титлата при конструкторите в Световния Рали шампионат. В този период продажбите на Алпин се увеличават и достигат до 1421 автомобила през 1972 г., но бензиновата криза от 1973 г., която засяга редица автомобилни производители по целия свят, води до техния спад до 957 бройки през 1974 г. Рено измъква Алпин от затрудненията, изкупувайки мажоритарния дял акции през 1973 г., а по-късно се сдобива и с цялата собственост. Въпреки това Алпин започва да губи позиции на състезателния фронт, защото продължава да залага на модела А110 с дизайн от 1962 г. и сравнително много части, споделяни със серийните си събратя, които вече са достигнали връхната точка на модифицирането си. Докато конкуренцията в лицето на други производители и най-вече на Ланча с модела Стратос започва да печели все повече победи. През 1974 г. Алпин произвежда няколко бройки Рено 17 Гордини за заводския си отбор, с които печели кръг от Световния Рали шампионат в Детройт, САЩ. След като Рено купува фирмата за тунинг Гордини, двете с Алпин са слети в Рено Спорт. В резултат се появяват няколко състезателни модела, най-успешният от които е Рено Алпин А442, който печели 24-те часа на Льо Ман през 1978 г., пилотиран от Дидие Пирони и Жан-Пиер Жосо.
Наследникът на Алпин А110 се появява през 1971 г. Това е Алпин А310. Той също е спортен автомобил със задно разположен двигател – първоначално четирицилиндров 1.6-литров агрегат от Рено 17 TS. В началото моделът не се радва на добри продажби – от една страна А11 продължава да се произвежда, а от друга – цената на А310 е по-висока от тази на конкурентните модели. През 1976 г. моделът получава нов дизайн от Роберт Опрон и по-мощен двигател – 2.7 V6 PRV. През 1977 г. Ги Фреклен печели с този автомобил Френския рали шампионат. А310 е последният модел на Алпин като самостоятелен производител. Сглобява се до 1984 г. Произведени са общо 11 616 екземпляра.
През 1986 г. на пазара се появява нов модел – дву-вратото купе с 2+2 места Алпин GTA. Това е първият, който е разработен под ръководството на Рено. Дизайнът е базиран на този на А310, но елементите са по-модерни. Автомобилът е много олекотен благодарение на употребата на фибростъкло и полиестер. Това е една от най-аеродинамичните коли за времето си. Вариантът без турбочарджър (2849 кубиков агрегат от Рено 25 със 160 к.с.) има коефициент на аеродинамично съпротивление от едва 0.28, докато турбинираните версии (2458 кубикови двигатели със 180 – 210 к.с.) имат коефициент от 0.30. Специалната изработка GTA Le Mans е най-ценната версия на GTA, защото от нея са произведени само 325 екземпляра.
Последният модел произведен от фирмата е А610. Произвежда се в периода 1991 – 1995 и е наследник на Алпин GTA. Въпреки промените в екстериора и интериора, А610 наподобява по форма GTA (още повече, защото предназначените за САЩ модели GTA имат вдигащи се фарове, каквито са и тези на А610). Моделът е брандиран отново само като Алпин, защото според производителите добавката „Рено“ в Алпин Рено, а по-късно и Рено Алпин, отвличат вниманието от спортния имидж на марката Алпин. Двигателят е V6 трилитров с турбокомпресор с 250 к.с.
След като производството на модели Алпин е преустановено, фабриката в Диеп не затваря врати. Там започват да се произвеждат RS (Renault Sport) версиите на модели на Рено, които са по-спортни в сравнение с нормалните си събратя – Рено Спайдър RS, Рено Клио RS, Рено Меган RS и Рено Туинго RS.
В края на 2007 г. ставя ясно, че около 2010 г. Рено смята да пусне на пазара спортни автомобили, които ще се продават под името Алпин. През февруари 2009 г. се появява информация, че в опит да намали разходите си по време на световната финансова криза, Рено зарязва тези планове. През 2017 г. обявяват публичният дебют на обновеното Alpine A110 на 7 март на автошоуто в Женева.

## Производство в други държави
В края на 1966 г. Жан Ределе пристига в София по покана на ДСП Булет, което наред с Булгаррено има намерение на усвои и монтажа на Алпин в България. В България Ределе се запознава с Илия Чубриков, който има възможност да изпробва Алпин A110 по една от готовите отсечки на все още строящото се Околовръстно шосе. Ределе предлага изгодна оферта за взаимно сътрудничество и през 1967 г. изпраща собствен екип, който да съдейства на българските специалисти при усвояване на монтажа на Булгаралпин, който е подобен на А110. Първите бройки са сглобени в края на същата година, а производството продължава до 1969 г. Първоначалните намерения са да бъде изработван по един автомобил Булгаралпин на ден, но и все още е трудно да се уточни общият брой спортни коли, произведени в Пловдив. Освен в България, Алпин А110 се произвежда и в Бразилия под името Интерлагос и в Мексико като Диналпин.

## Модели

### Шосейни

#### Настоящи модели
- Алпин А110 (2017-)
- Алпин А290 (2024-)
- Алпин А390 (2025-)

- Alpine A110
- Alpine A290

- А106 (1955-1961)
- А108 (1958-1965)
- А110 (1962-1977)
- GT4 (1963–1969)
- А310 (1971-1984)
- GTA (1984-1991)
- А610 (1991-1995)

- Alpine A106
- Alpine A108
- Alpine A110
- Alpine GT4
- Alpine A310
- Alpine GTA
- Alpine A610

### Прототипи
- Renault Alpine A110-50 (2012)
- Alpine Vision Gran Turismo (2015)
- Alpine Vision (2016)
- Alpine Alpenglow (2022)
- Alpine A290_β (2023)
- Alpine A390_β (2024)

- Renault Alpine A110-50
- Alpine Vision Gran Turismo
- Alpine Vision
- Alpine Alpenglow
- Alpine A290_β
- Alpine A390_β

## Награди

### Автомобил на годината (Европа)
- 2025 – Алпин А290[4]